# Рамадани, Кристи
Кристи Рамадани (алб. Kristi Ramadani; род. 29 октября 2000) — албанский тяжелоатлет, серебряный призёр чемпионата Европы 2024 года, бронзовый призёр чемпионата Европы 2025 года.

## Карьера
В 2022 году принял участие в чемпионате Европы, где в категории до 81 кг с результатом 306 кг по сумме двух упражнений стал седьмым. На чемпионате Европы в Ереване в 2023 году в той же категории с результатом 317 кг стал восьмым. 
В феврале 2024 года на чемпионате Европы в Софии Кристи завоевал серебряную медаль по сумме двух упражнений с результатом 341 кг. В упражнении толчок он стал вторым (190 кг). 
На чемпионате Европы в Кишинёве, в апреле 2025 года, завоевал бронзовую медаль в весовой категории до 81 кг с итоговым результатом 337 кг. В упражнении «толчок» стал бронзовым призёром (186 кг).

## Достижения
Чемпионат Европы
| Результат | Вес      | Год  | Место соревнований | Рывок | Толчок | Общий вес |
| Серебро   | до 81 кг | 2024 | София, Болгария    | 151,0 | 190,0  | 341,0     |
| Бронза    | до 81 кг | 2025 | Кишинёв, Молдова   | 151,0 | 186,0  | 337,0     |